# Центр підготовки космонавтів імені Гагаріна
Це́нтр підгото́вки космона́втів імені Ю. О. Гагаріна (ЦПК) або Науко́во-до́слідний випро́бувальний центр підгото́вки космона́втів і́мені Ю. О. Гага́ріна (з 2009) — головна радянська і російська установа з підготовки космонавтів, заснована 11 січня 1960 року в Зоряному містечку в Підмосков'ї. В 1968 центру присвоїли ім'я Юрія Гагаріна на згадку про першого космонавта планети. А в 2009 році на його основі створили Федеральну державну бюджетну установу «Науково-дослідний випробувальний центр підготовки космонавтів імені Ю. А. Гагаріна».